# ولانژن
شهر ولانژن  در بخش ول دو روز در ایالت نوشتل در کشور سوئیس واقع شده‌است، که 400 نفر جمعیت دارد.

## نگارخانه

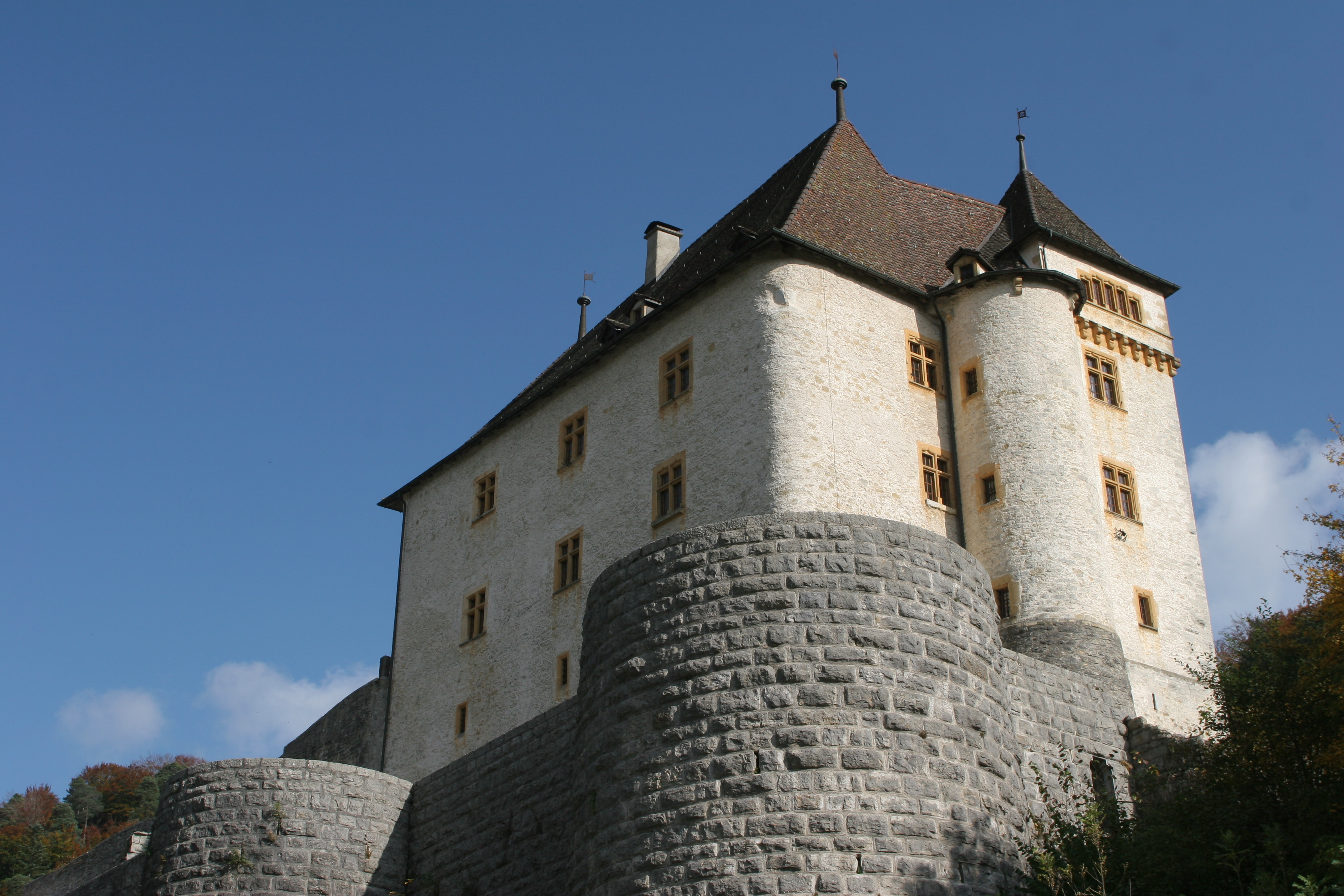
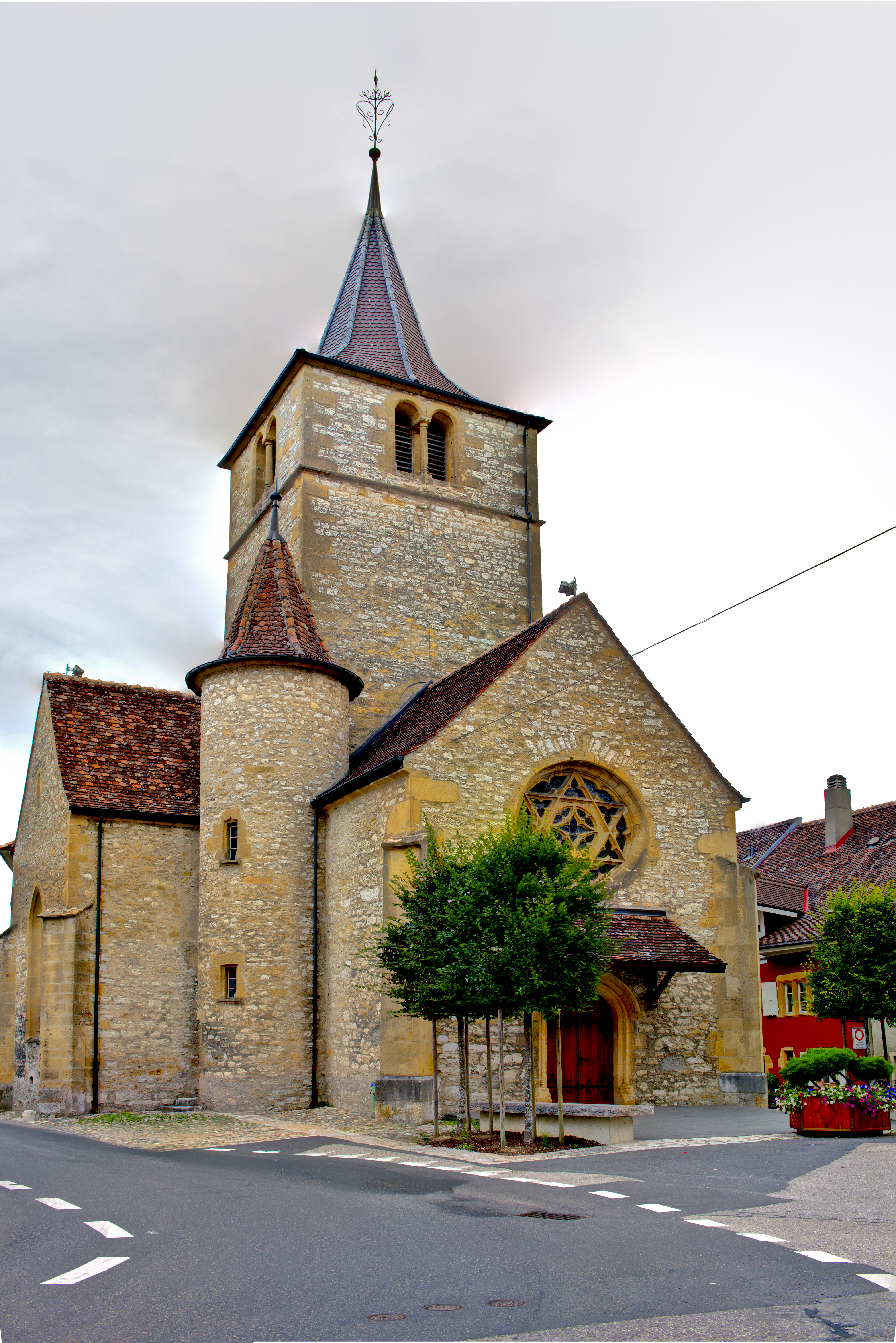

## منابع

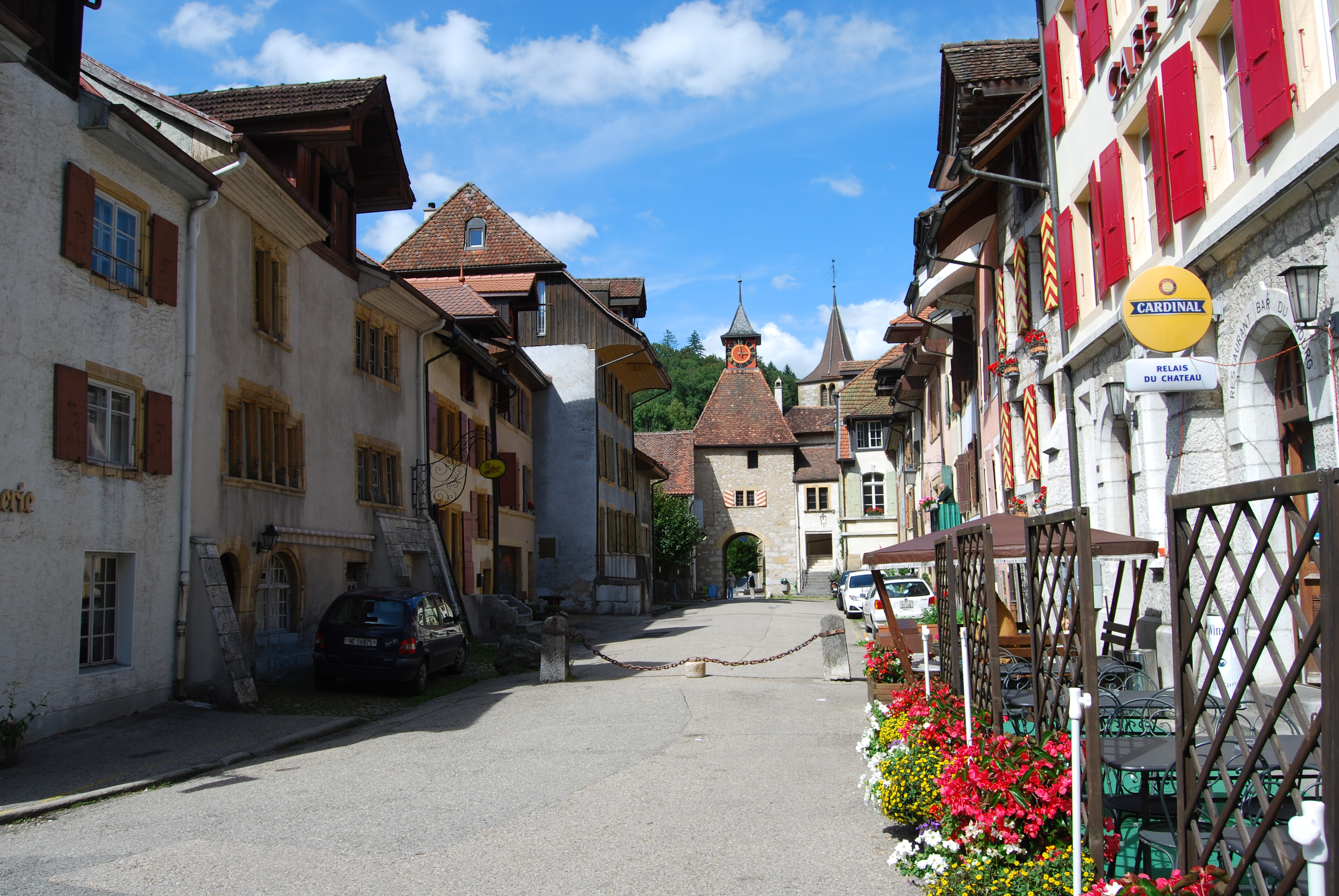
ولانژن